# Архиепархия Индианаполиса

Герб архиепархии Индианаполиса

Архиепархия Индианаполиса (лат. Archidioecesis Indianapolitana) — архиепархия Римско-Католической церкви с центром в городе Индианаполис, США. В митрополию Индианаполиса входят епархии Гэри, Лафейетта, Форт-Уэйна — Саут-Бенда, Эвансвилла. Кафедральным собором архиепархии Индианаполиса является Собор святых Петра и Павла.

## История
6 мая 1834 года Римский папа Григорий XVI издал бреве «Maximas inter», которой учредил епархию Винсенна, выделив её из епархии Бардстауна (сегодня — Архиепархия Луисвилла). Первоначально юрисдикция епархии распространялась на Индиану и Восточный Иллинойс. Первые четыре епископа епархии были французами. Первый собор епархии в настоящее время находится в архиепархии Луисвилла, в городе Венсенн.
28 ноября 1843 года епархия Весенна передала часть своей территории новой епархии Чикаго. 8 января 1857 года епархия Весенна передала часть своей территории новой епархии Форт-Уэйна (сегодня — Епархия Форт-Уэйна-Саут-Бенда).
С 1878 года епископ епархии стал жить в Индианаполисе. 28 марта 1898 года кафедра епархии была переведена в Индианаполис и епархия Венсенна была переименована в епархию Индианаполиса.
21 октября 1944 года Римский папа Пий XII издал буллу «Ad christianae plebes», которой преобразовал епархию Индианаполиса в архиепархию. В этот же день епархия Индианаполиса передала часть своей территории новой епархии Эвансвилла.

## Ординарии архиепархии
- епископ Симон Гийом Габриэль Брюте де Ремюр[англ.] (06.05.1834 — 26.06.1839)
- епископ Селестен Рене Лоран Гинемер де ла Айландьер[англ.] (26.06.1839 — 16.07.1847)
- епископ Жан Этьен Базин[англ.] (3.04.1847 — 23.04.1848)
- епископ Жак-Морис де Ланд д’Оссак де Сен-Пале[англ.] (03.10.1848 — 28.06.1877)
- епископ Сайлас Фрэнсис Марин Четард[англ.] (28.03.1878 — 07.09.1918)
- епископ Джозеф Чартран[англ.] (25.09.1918 — 08.12.1933)
- архиепископ Джозеф Элмер Риттер (24.03.1934 — 20.07.1946) — назначен архиепископом Сент-Луиса, кардинал с 1961
- архиепископ Пол Кларенс Шульте[англ.] (20.07.1946 — 03.01.1970)
- архиепископ Георг Джозеф Бискуп[англ.] (03.01.1970 — 20.03.1979)
- архиепископ Эдвард Томас О’Мира[англ.] (21.01.1979 — 10.01.1992)
- архиепископ Даниэль Марк Бюхляйн[англ.] (14.07.1992 — 21.09.2011)
- архиепископ Джозеф Уильям Тобин (18.10.2012 — 07.11.2016) — назначен архиепископом Ньюарка, кардинал с 2016
- архиепископ Чарльз Коулман Томпсон[англ.] (с 13.06.2017)

## Источник
- Annuario Pontificio, Libreria Editrice Vaticana, Città del Vaticano, 2003, ISBN 88-209-7422-3;
- Бреве Maximas inter, Bullarium pontificium Sacrae congregationis de propaganda fide, т. V, Romae, 1841, стр. 10 Архивная копия от 2 апреля 2015 на Wayback Machine  (лат.);
- Булла Ad christianae plebis, AAS 37 (1945), стр. 101 Архивная копия от 4 марта 2016 на Wayback Machine  (лат.).